# Can Güell (Rupià)
Can Güell és una masia de grans dimensions al veïnat de Sobrevila, proper a Rupià. Es tracta d'un conjunt complex, protegit com a bé cultural d'interès local, integrat per diverses edificacions que s'han anat afegint al nucli original en etapes successives de creixement. L'edifici principal té planta baixa, pis i golfes. La façana d'accés presenta distribució regular d'obertures, amb gran porta adovellada d'arc de mig punt i finestres rectangulars emmarcades en pedra, en una de les quals figura la data 1607. una nova edificació de caràcter residencial afegida a la banda est de la masia li proporciona una segona façana d'accés, al marge de l'activitat agrícola del conjunt. D'entre les dependències del mas són remarcables les restes d'una petita capella barroca, que actualment s'utilitza com a pallissa; un petit òcul i algunes arrencades de volta són, els únics vestigis que permeten reconèixer l'ús originari de la construcció.
Malgrat la dificultat de sitar amb exactitud l'origen de Can Güell, les dates més antigues que aporten les llindes en situen la construcció a principis del segle xvii. Posteriorment el casal va experimentar nombroses amb ampliacions, la darrera de les quals es produí a començaments del segle xx, amb l'annexió al conjunt d'un gran edifici residencial de nova planta.